# دومينغو راموس
دومينغو راموس (بالإنجليزية: Domingo Ramos)‏ هو لاعب كرة قاعدة دومينيكاوي، ولد في 29 مارس 1958 في سانتياغو دي لوس كاباليروس في جمهورية الدومينيكان.

## وصلات خارجية
- دومينغو راموس على موقعبيزبول رفرنس.كوم (الدوري الرئيسي) (الإنجليزية)
- دومينغو راموس على موقعبيزبول رفرنس.كوم (الدوري الثانوي) (الإنجليزية)
- دومينغو راموس على موقع مشجعي الرسوم البيانية (الإنجليزية)